# Yamaha PW

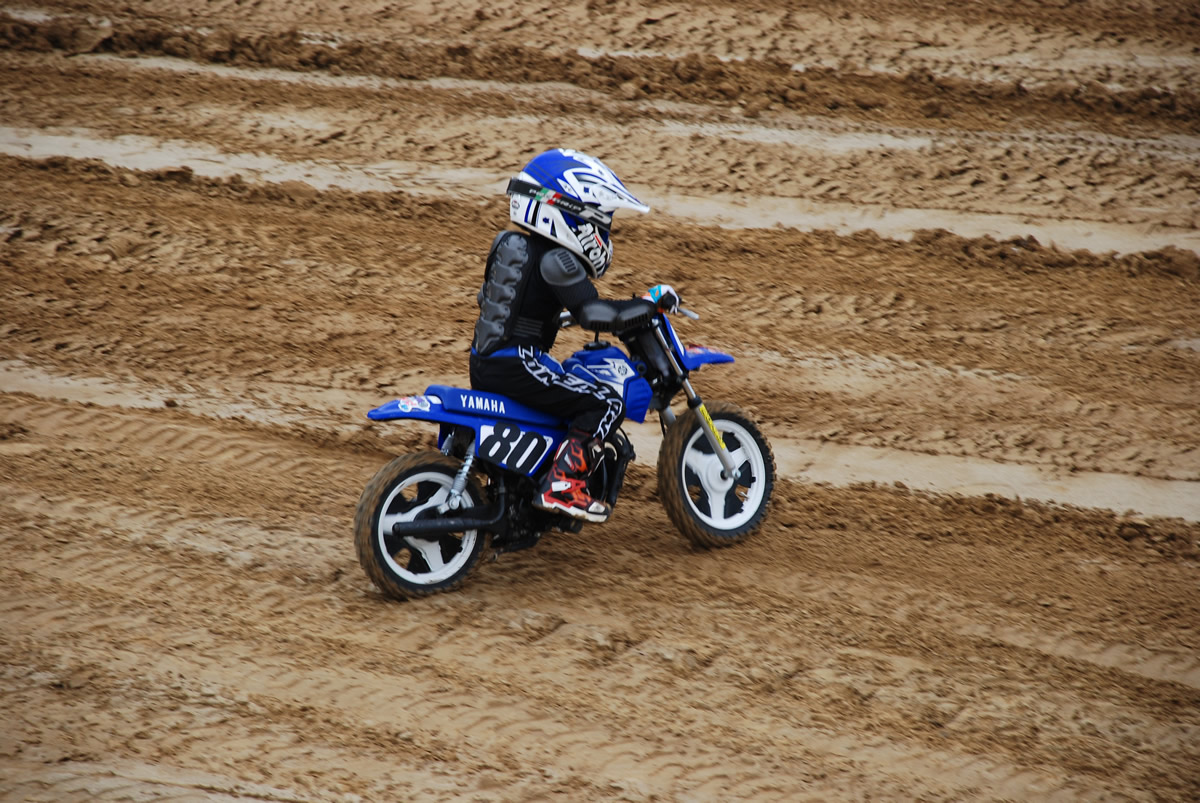
Yamaha PW en 50 cm3.

Le Yamaha PW (se prononce « Pi-Wi » historiquement en France, ou « Pee-Double-U » en anglais/japonais (ピーダブリュー)) est un modèle de moto du constructeur japonais Yamaha. Il est construit depuis le début des années 1980. Ce sont des machines deux temps avec pompe à huile. Le 50 cm3 dispose d'un variateur, le 80 cm3 possède trois vitesses sans embrayage. C'est un engin assez économe en carburant.
Cette petite moto est destinée à l’apprentissage du moto-cross, pour les enfants. Elle n'est pas homologuée pour rouler sur route et peut atteindre, pour la version 80 cm3, la vitesse de 98 km/h en 17,9 s. Nombre de pilotes de moto-cross et de vitesse se sont initiés avec cette petite machine.